# George Bridgetower
George Augustus Polgreen Bridgetower (Biała Podlaska, 11 de octubre de 1778-Peckam, 29 de febrero de 1860),fue un virtuoso violinista, maestro de música y compositor polaco, más recordado por haber sido el primer intérprete con el violín de la famosa Sonata a Kreutzer, que en un principio estaba dedicada a él, compuesta por Ludwig van Beethoven. Bridgetower vivió casi toda su vida en Inglaterra. Se casó con Mary Leech Leeke.

## Biografía

### Comienzos de su carrera
Su padre, John Frederick Bridgetower, era probablemente de Barbados y sirviente del Príncipe Nicolás Esterházy de Hungría (patrono de Joseph Haydn), aunque él declaraba ser un príncipe africano. Su madre, nacida en Suabia, era sirviente doméstica en la casa de Sofía von Thurn und Taxis. Mostró desde niño un gran talento para la música, dando conciertos de violín en París, Londres, Bath y Bristol in 1789. En 1791, el Príncipe Regente, futuro Jorge IV del Reino Unido, se interesó por él apoyando su educación musical. Bajo el auspicio del Príncipe, estudió con François-Hippolyte Barthélémon (director de la Royal Opera), con el compositor croata-italiano Giovanni Giornovichi (Ivan Jarnovic), y con Thomas Attwood (organista de la Catedral de San Pablo de Londres y profesor en la Royal Academy of Music). Entre 1789 y 1799, interpretó más de cincuenta conciertos en teatros de Londres, entre los que se incluye el Covent Garden, el Drury Lane y el Teatro Haymarket. Estuvo empleado por el Príncipe Regente para tocar con su orquesta en Brighton y Londres. En la primavera de 1789 Bridgetower interpretó con gran éxito un concierto en la Abadía de Panthemont en París, con la asistencia de Thomas Jefferson y su familia.

### Encuentro con Beethoven
En 1802 visitó a su madre y a su hermano, violonchelista, en Dresde dando algunos conciertos en esa ciudad. Un año después fue a Viena, donde conoció a Beethoven, tocaron juntos quedando este impresionado. La amistad entre ellos fue creciendo, e incluso Beethoven le obsequió con su diapasón, actualmente en la Biblioteca Británica. También compuso la Sonata para violín n.º 9 en la mayor, Op. 47, denominada Sonata a Kreutzer, para ser estrenada por ambos en uno de los famosos conciertos matutinos del Teatro Augarten, el 24 de mayo de 1803.
Se cree que con esta sonata Beethoven quería poner a prueba el virtuosismo de Bridgetower, así que tomó el movimiento final de una sonata anterior y compuso un primer y un segundo movimiento para la nueva sonata.

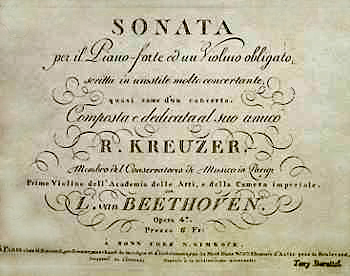
Frontispicio de la Sonata a Kreutzer de Beethoven (1803).

Al concierto acudieron muchas personas influyentes y mecenas de la música de aquel tiempo, como el embajador británico, Archiduque Rudolph, siendo todo un éxito. Bridgetower tenía que leer la parte de violín del segundo movimiento en la partitura de piano, por encima del hombro de Beethoven. Cuando hizo algunas variaciones en la repetición obligada, imitando la parte del piano con el violín, Beethoven le mostró su aprobación con gestos de asombro y al terminar se levantó y fue a abrazar a Bridgetower expresando: "¡Noch einmal, mein lieber Bursch!" (¡Una vez más mi querido muchacho!). Después volvió al piano para seguir interpretando la pieza. A Beethoven le impresionó tanto la forma de tocar de Bridgetower que escribió en la primera hoja del manuscrito Sonata per uno mulattico lunattico, otorgando así la dedicatoria de la obra a Bridgetower.
Después del concierto ocurrió un episodio que cambió por completo la forma de pensar de Beethoven hacia Bridgetower. Ambos músicos estuvieron bebiendo y Bridgetower hizo un comentario fuera de tono acerca de una mujer a la que Beethoven conocía. Este gesto no le gustó nada a Beethoven y fue el detonante para que este se retractara de la dedicatoria de la Sonata al músico polaco. Beethoven obligó a Bridgetower a devolverle el manuscrito de la obra a pesar de los intentos de este para que cambiara de opinión, dedicándosela entonces al virtuoso Rodolphe Kreutzer, entonces considerado el mejor violinista del mundo. Curiosamente, Kreutzer nunca la interpretó, ya que, aparte de decir que ya había sido interpretada una vez, la juzgó demasiado intrincada. A la semana de este suceso, Bridgetower abandonó Viena para visitar a sus parientes en Polonia, y no volvió a ver a Beethoven ni llegó a reconciliarse.
Uno de los biógrafos de Beethoven, después de la muerte del célebre compositor, fue a verle para confirmar esta historia y George Bridgetower le declaró que la obra debería llevar su nombre y llamarse "Sonata Bridgetower".

### Regreso a Inglaterra
Bridgetower volvió a Inglaterra donde desarrolló una exitosa carrera como compositor, maestro e intérprete. Se casó en 1816, fue elegido para formar parte de la "Real Sociedad de Músicos de Londres" y premiado con la condecoración de "Caballero de la música" de la Universidad de Cambridge en junio de 1811. También se presentó con la orquesta de la "Sociedad Filarmonica Real".
Falleció en Peckham al sur de Londres y sus restos descansan en el cementerio Kensal Green.

## Composiciones
Las composiciones de Bridgetower incluyen una "Diatónica armónica" para piano, publicada en Londres en 1812, y la balada "Henry", para voz y piano, también publicada en Londres. En un artículo de Dominique-Rene de Lerma, aparecido en otoño de 1990 en "Black Music Research Journal", se puede encontrar la lista completa de sus obras.

## En la cultura popular
- La sonata a Kreutzer (1889), novela de Tolstoi en la que el violinista Trujachevski interpreta dicha obra con la mujer del protagonista y acaba por ser su amante. Es notable la coincidencia del violinista con la fisionomía de Bridgetower que era alto, con un gran atractivo en parte debido a su condición de mulato y gozaba de gran éxito entre las mujeres.
- La amada inmortal (1994), película en la que el personaje de Bridgetower aparece tocando la Sonata a Kreutzer bajo la atenta mirada de Beethoven.
- A Mulatto Song (1996), película británica dirigida por Topher Campbell que incluye entre sus actores a Colin McFarlane como Frederick DeAugust (el padre de Bridgetower), a Cole Mejias como el joven Bridgetower, y a Everton Nelson como Bridgetower de adulto.[4]
- Bridgetower (2001), es un corto de animación dirigido por Jason Young, presenta a Chris Rochester como George Bridgetower y a Stefano Leonardi como Beethoven.[5]
- Sonata Mulattica (2009), libro de poemas de la poetisa Rita Dove, ganadora de un Pulitzer, que dramatiza la relación entre Beethoven y Bridgetower.[6]